# Eudàmidas I
Eudàmidas I (en llatí Eudamidas, en grec antic Εὐδαμίδας) va ser rei d'Esparta.
Era el fill petit d'Arquidam III i va succeir al del seu germà Agis III l'any 330 aC. Era de la línia euripòntida. Estava casat amb Arquidàmia amb la que va tenir dos fills: Arquidam IV i Agesístrata. Va governar prop d'uns trenta anys, però la durada exacta no és coneguda (circa 331 aC-305 aC). Plutarc registra algunes dites d'Eudàmidas que mostren que tenia un caràcter pacífic i una bona política, cosa que confirma Pausànias. El va succeir el seu fill Arquidam IV.